# Egon Lánsky
Egon T. Lánsky, ursprungligen Egon Löwy, född 23 juli 1934 i Trenčin i Tjeckoslovakien, död 25 november 2013 i Prag, Tjeckien, var en tjeckisk politiker och Tjeckiens vice premiärminister 1998–1999. Han arbetade även som journalist, kolumnist och radiokommentator. 

## Biografi
Egon Lánsky föddes 1934 i en judisk familj i nuvarande Slovakien. Han deporterades som tioåring till koncentrationslägret Theresienstadt. Hans uppväxt präglades av förföljelse från kommunisterna och den 21 augusti 1968 flydde han från Prag till Lund i Sverige. I Sverige växlade han mellan sysslor som tidningsbärare och mentalskötare. Lánsky tog examen på Journalisthögskolan i Stockholm efter att ha lärt sig svenska men lyckades inte få arbete i Sverige. 
Lánsky flyttade till London för en anställning på BBC mellan 1981 och 1984. Han arbetade  sedan på Radio Free Europe där han kunde sända radio i Tjeckoslovakien utan att sändningarna skulle störas av de lokala myndigheterna. 1989 återvände han till Tjeckoslovakien och blev talesman för UD samt ambassadör vid Europarådet i Strasbourg.
Han valdes 1996 till senator för distriktet Děčín för Tjeckiens socialdemokratiska parti och kom att behålla den posten till slutet av mandatperioden 2002. 
| ”             | Man kan inte vara konservativ i Tjeckien om man vill vara en anständig person. Högern här har inte vad till exempel Tories i Storbritannien har, medlidande. | „ |
| – Egon Lánsky | |   |

I juli 1998 blev Lánsky vice premiärminister i Zemans regering och huvudansvarig över utrikes-, inrikes- och försvarspolitiken. Han var också i synnerhet ansvarig för förhandlingarna med EU. Han avgick 1999 med hänvisning till sin fysiska hälsa.